# Andrea Ancellotti
Andrea Ancellotti (Correggio, 28 marzo 1988) è un cestista italiano.